# Unser Boß ist eine Dame
Unser Boß ist eine Dame (Originaltitel: Operazione San Gennaro) ist eine in Italien spielende Gaunerkomödie aus dem Jahr 1966. Der Film erhielt gemischte Kritiken und gilt als eine der schwächeren Arbeiten des Regisseurs Dino Risi.

## Handlung
Als Nonne verkleidet, gelingt es der Amerikanerin Maggie, Spezialwerkzeug durch die Flughafenkontrolle in Neapel zu bringen. Ihr Komplize Jack holt sie ab. Sie besuchen den einflussreichen Paten Don Vincenzo in seiner komfortablen Gefängniszelle, wo ihm die Wächter zu Diensten sind. Don Vincenzo vermittelt ihnen für den Coup, den sie durchführen wollen, den Kontakt zu „Dudù“, einem kleinen Boss, der im Viertel beliebt ist. Die Amerikaner weihen Dudù noch nicht ein, dass die zu stehlenden Objekte die Juwelen sind, die in den Katakomben von San Gennaro lagern und die auf 300 Millionen geschätzt werden. Bei Umzügen schmücken sie jeweils die Jesus-Figur, die von der gläubigen Bevölkerung als San Gennaro angebetet wird.
Dudù stellt eine Mannschaft zusammen, gegen deren undisziplinierte Mitglieder Jack erhebliches Misstrauen hegt. Beim ersten Versuch, den Plan durchzuführen, macht Dudù einen Zwischenhalt, um kurz seine Aufwartung an einer Hochzeit zu machen. Als der Rest der Bande zur Feier hinzustösst, an der Don Vincenzo anwesend ist, bleiben sie gleich die ganze Nacht. Am nächsten Abend geht Maggie mit Dudù aus und versucht ihn erfolglos zu verführen. Jack weiht Dudù ein, um welches Einbruchsziel es sich handelt. Dudù hat Skrupel, weil er als Waisenkind von der Kirche San Gennaro großgezogen worden ist. Er fragt Don Vincenzo um Erlaubnis, der den Coup gutheißt, sofern San Gennaro ein zustimmendes Zeichen gibt. In der Kirche bittet Dudù die Jesus-Statue um Erlaubnis, da erstrahlt viel Sonnenlicht in den Raum hinein, was Dudù als Zustimmung deutet. Den zweiten Versuch setzt die Bande auf den Abend an, als die ganze Stadt vor den Fernsehapparaten sitzt und gebannt das Festival des neapolitanischen Schlagers verfolgt. Mit einem Laser-Stahltürenschneider und Sprengstoff dringen sie unter einigen Schwierigkeiten und Gefahren zum Schrein vor. Vor Antritt der Flucht manipuliert Maggie die Zündkabel von Dudùs Wagen, so dass sie und Jack allein davonfahren können. Bald liquidiert sie auch Jack, um die Beute nicht teilen zu müssen. Am nächsten Tag erfährt Dudù, dass Maggie auf einen Flug wartet, der in 15 Minuten abhebt. Über verbandelte Leute am Flughafen erreicht er eine Verzögerung des Abflugs und kann die Juwelen an sich nehmen. Doch Dudùs Mama hat geredet, die Kirche nimmt ihm die Beute ab, und man feiert ihn in der Stadt als Helden, der die Heiligtümer gerettet hat.

## Kritiken
Der film-dienst bedauerte beim Kinostart, statt einer Komödie bekomme man eine Klamotte geboten, die ohne Schwung und kaum originell sei. „Einige gut besetzte Nebenrollen entschädigen nicht für die schwache Darstellung in den Hauptrollen.“  Zu einem überwiegend positiven Urteil hingegen kam der Evangelische Film-Beobachter; er nannte den Film eine „hinlänglich spannende und originelle Gaunerkomödie in ordentlichen Farbbildern.“
Der italienische Filmpublizist Adriano Aprà nannte den Film 1994 einen mittelmäßige Komödie, bei der Dino Risi alle Neapel-Klischees bemühe, um die Commedia all’italiana zu amerikanisieren. Bei dieser schwerfälligen Komödie scheine Risi in schlechter Verfassung, meinte Jean Tulard (2005).
Das Lexikon des internationalen Films schreibt: „Amüsante, in einigen religiösen Szenen nicht immer geschmackssichere Gaunerkomödie, die sich wohltuenderweise selbst nicht allzu ernst nimmt.“